# ケニー・マッキンリー
ケニー・マッキンリー（Kenny McKinley 1987年1月31日-2010年9月20日）はジョージア州メイブルトン出身のアメリカンフットボール選手。ポジションはワイドレシーバー。

## 経歴
高校の時はクォーターバックをしており3年次に1,470ヤードを投げて16タッチダウンパスを投げるとともに750ヤードを走り12タッチダウンをあげた。
2005年にサウスカロライナ大学へ進学した彼は1年次より先発ワイドレシーバー及びパントリターナーを務めた。6試合で先発した彼はチーム3位となる25回のキャッチで291ヤードを獲得、また18回のパントを83ヤードリターンした。2年次の2006年には全13試合で先発出場し51回のキャッチで880ヤードを獲得、シドニー・ライスに次ぐチーム2位の成績を残した。この年オーバーン大学戦では8回のキャッチで110ヤードを獲得、この年サウスイースタン・カンファレンスのファーストチームに選ばれた。3年次の2007年にはつま先の痛みに耐えつつ大学記録となる77回のキャッチで968ヤードを獲得、9タッチダウンをあげた。この年4試合で100ヤード以上を獲得している。テネシー大学戦では大学記録となる14回のキャッチで151ヤードを獲得した。3年次までに彼は153回（大学歴代4位）のキャッチで2,139ヤード（大学歴代6位）を獲得、15タッチダウン（大学歴代6位）をあげていたが4年次の2008年には右足のハムストリングを痛めて3試合に欠場し、4年間の通算成績ではレシーブタッチダウンは大学歴代2位、207回のレシーブはカンファレンス歴代3位であった。
2009年のNFLドラフト5巡目でデンバー・ブロンコスに指名されて入団した。ブロンコスでは8試合に出場しキックオフリターナーとして7回で158ヤードをリターンすると共にスペシャルチームで3回のタックルを記録した。同年12月28日故障者リスト入りしている。
2010年シーズンもひざの故障のため手術を行い開幕から故障者リスト入りしていたが、9月20日、自宅の寝室で死亡していることが発見された。彼の遺体のそばには拳銃が落ちており頭部を銃で撃った自殺の疑いが強いと報道された。その後彼の死因を調査している捜査官より友人に対して自殺したいと漏らしていたことが明かされた。9月27日にアトランタ郊外の教会で彼の葬儀が行われたが大学時代のコーチであるスティーブ・スパリアーは「人としても選手としても素晴らしかった。」と語った。
賭博にのめりこんでしまい、ラスベガスのカジノで4万ドル負けるなど、6万5000ドルを元チームメートから借金していたことが死後に明らかになった。